# Obertura (música)

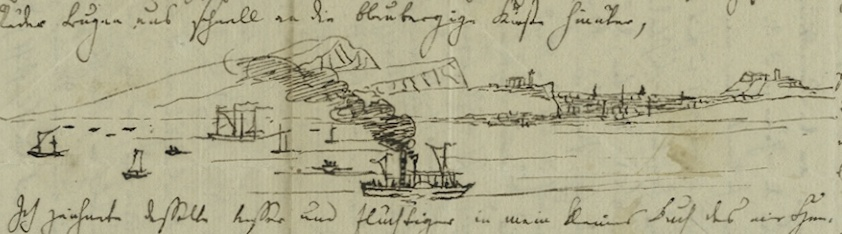
Esborrany de l'escenografia per a la posada en escena de la mateixa obertura, any 1829

Una obertura en la música és una peça per a orquestra que precedeix o prepara una òpera, oratori, ballet, o alguna altra obra de caràcter teatral. A part, però, durant bona part de la segona meitat del segle xviii, en el classicisme, aquesta denominació va ser —en molts països— sinònim de simfonia.

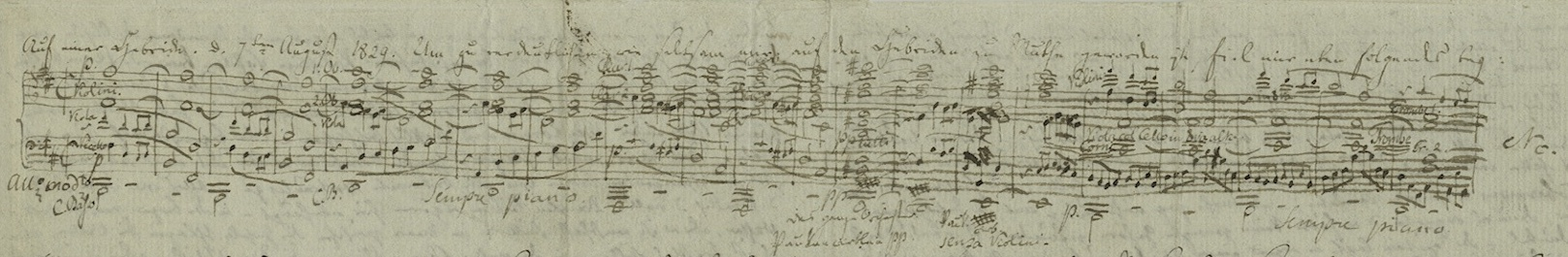
Esborrany de l'obertura de les Hèbrides de Felix Mendelssohn

En una representació operística, l'obertura és un fragment orquestral amb la que s'inicia. Antigament prenia el nom de tocata o simfonia. Hi ha dos models fonamentals que la defineixen segons la seva estructura:
- Obertura francesa (amb tres seccions: lenta, ràpida i lenta)
- Obertura italiana (ràpida, lenta, ràpida).

Al llarg de la història la relació entre obertura i representació s'ha anat fent cada vegada més estreta, fins a aconseguir que la música anticipi l'acció i el clima que es durà a terme en l'òpera.
També pot estar destinada a la seva execució en concerts de manera independent sigui perquè només s'ha escollit aquest moviment de la resta de l'obra o perquè tingui entitat pròpia com seria el cas de l'obertura de Beethoven Leonora.

## Seglexviii
La noció d'obertura apareixia durant el segle xvii. La tocata al començament de l'Orfeo de Monteverdi és una exhibició de cada instrument de l'orquestra, alternant amb una secció melodiosa titulada ritornello. En la mesura que això constitueix el primer moviment instrumental previ a una òpera, es pot anomenar una obertura.
Com a forma musical l'obertura començava a existir en les obres de Jean-Baptiste Lully. Ideava un esquema que, tot i que ell mateix no s'hi adheria sempre, constitueix l'obertura francesa típica fins al temps de Bach i Händel (les obres dels quals la convertiren en clàssica). Aquesta obertura francesa està construïda en tres moviments en el format Lento-Vivo-Lento. Consta d'una introducció lenta, seguit per un moviment viu en estil de fugato. Després es repetia la introducció lenta, i a vegades el moviment ràpid acabava retornant al tempo lent, repetint-lo.
L'obertura francesa operística era sovint seguida per una sèrie de tonades de dansa abans que la cortina s'apugés. Era utilitzat com el preludi d'una suite; a tall d'exemple, l'obertura francesa Klavierübung de Bach la qual és la introducció a una suite de set danses. Per aquesta raó les quatre suites orquestrals de Bach s'anomenen obertures.
Bach utilitzava la forma d'obertura francesa per a cors, i fins i tot per al tractament de chorales. Així l'obertura, pròpiament dita, de la seva quarta suite orquestral es convertia en el primer cor de la cantata Unser Mund so voll Lachens; els cors de les cantates Preise Jerusalem den Herrn i Erwünschtes Höchst Freudenfest també són en forma d'obertura; i, en la primera de les dues cantates titulades Nun komm der Heiden Heiland, Bach va adaptar ingeniosament la forma d'obertura al tractament d'un chorale.
L'obertura francesa coexistia amb l'obertura italiana, amb Scarlatti al capdavant, construïda també en tres moviments però en aquest cas en el format Vivo-Lento-Vivo.

## L'estil de sonata
Amb el creixement de la música dramàtica i de l'estil de sonata, l'obertura francesa es tornà inapropiada per a l'òpera; i Gluck es comença a basar en models italians, de textura més lliure, que admeten una tècnica massivament contrastada. En l'època dels darrers treballs de Mozart, l'obertura en l'estil de sonata s'havia diferenciat clarament de la música estrictament simfònica.
Consta d'un moviment ràpid (amb una introducció lenta o sense), en forma de sonata, amb textura lliure, sense repeticions, sovint sense una secció de desenvolupament, però a vegades substituint-hi un episodi melodiós en temps lent. Els exemples d'aquesta substitució són la simfonia en sol de Mozart, que és una obertura a una òpera desconeguda, i les seves obertures a Die Entführung i a Lo Sposo deluso, en quins dos casos la cortina s'apuja en el punt en què llança un notable dramatisme. A les mans de Beethoven l'estil i la forma de l'obertura augmentava la seva distinció respecte de la simfonia, o almenys no en romania inferior; i la versió final de l'obertura a Leonora (també coneguda com Núm. 3) és el moviment orquestral únic més gegantí basat en l'estil de sonata.